# Castelo de Nottingham

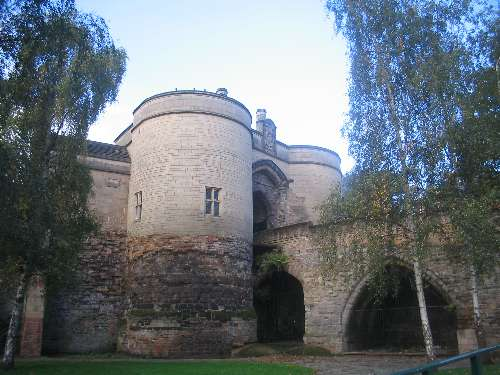
Castelo de Nottingham

O Castelo de Nottingham é um castelo situado na cidade Inglesa de Nottingham, Inglaterra.
Em 1067, Guilherme I de Inglaterra mandou ali construir uma primeira estrutura de madeira, sendo que em 1170 Henrique II de Inglaterra reconstruiu o castelo, desta vez em pedra, e tornando-o na principal fortaleza das terras altas.